# Cuspidale
Une courbe plane est dite cuspidale si elle admet un point de rebroussement. Des exemples importants sont les cycloïdes, en particulier la cardioïde.